# 南寒街道
南寒街道，是中华人民共和国山西省太原市万柏林区下辖的一个乡镇级行政单位。

## 行政区划
南寒街道下辖以下地区：
太白街社区、建筑街社区、康乐苑社区、河南街社区、西矿街南社区、西矿街北社区、朝阳街社区、西华苑社区、铁北社区、朝北街社区、西华苑东社区、南寒社区、红沟村和北寒村。